# 加林多伊佩拉维
加林多伊佩拉维，是西班牙卡斯蒂利亚-莱昂萨拉曼卡省的一个市镇。 总面积44平方公里，总人口397人（2001年），人口密度9人/平方公里。